# Maldição de Tecumseh
A Maldição de Tecumseh, maldição de Tippecanoe ou maldição dos 20 anos, é um termo com que se refere um padrão de acordo com o qual, entre os anos de 1840 e 1960, os presidentes dos Estados Unidos da América que tivessem vencido as eleições num ano terminado em zero (por exemplo 1840, 1860, 1880, etc.) morreriam durante o exercício do cargo.
É provável que esta maldição derive de um episódio sucedido cerca de 1811, depois da batalha de Tippecanoe que teve lugar entre as forças norte-americanas sob o comando do posteriormente candidato presidencial, William H. Harrison e os índios de Shawnee, tribo ameríndia liderada por Tecumseh e seu irmão Tenskwatawa, conhecido pelo apelativo de "o Profeta". Supostamente Tenskwatawa lançou uma maldição contra Harrison e todos os futuros ocupantes da Casa Branca. Alegadamente, em 1836, enquanto Tenskwatawa posava para um retrato e os presentes discutiam o possível resultado das eleições, aquele terá lançado a sua profecia:
| “ | Harrison não ganhará este ano o posto de Grande Chefe. Mas ganhará da próxima vez. E quando o fizer não terminará o seu mandato. Morrerá durante o exercício. | ” |

Quando um dos presentes objetou que nenhum dos presidentes dos EUA morrera durante o cargo, retrucou o Profeta:
| “ | Digo-vos que Harrison morrerá e quando ele morrer vós recordareis a morte do meu irmão Tecumseh. Vós credes que perdi os meus poderes, eu que faço que o Sol escureça e os peles-vermelhas deixem a aguardente. Digo-vos que ele morrerá e depois dele, todo o Grande Chefe escolhido a cada 20 anos daí em diante, e quando um morrer, todos recordarão a morte de nosso povo. | ” |

## Excepções
A eleição de Ronald Reagan em 1980 não foi seguida pela sua morte, dado que Reagan foi reeleito em 1984 e concluiu o seu segundo mandato em 1989. Contudo, em Março de 1985 ,  Reagan sobreviveu a uma tentativa de assassinato.
Tal como os presidentes que morreram no cargo, Reagan foi sucedido no cargo pelo seu vice George H. W. Bush, o primeiro vice-presidente titular em 152 anos que ganhou uma eleição presidencial.
George W. Bush também não morreu durante o mandato. O atual presidente Joe Biden também inclui-se na "maldição", já que foi eleito em 2020, ano que termina com o dígito zero.

## Presidentes incluídos na linha da suposta maldição
| Eleito | Presidente | Presidente             | Mandato para o qual foi eleito | Mandato que exercia ao morrer   | Causa da morte | Assassino                             | Ano da morte                                       |
| 1840   |            | William Henry Harrison | Primeiro                       | Primeiro                        | Pneumonia | —                                     | 04 de Abril de 1841                                |
| 1860   |            | Abraham Lincoln        | Primeiro                       | Segundo                         | Assassinado | John Wilkes Booth                     | 15 de Abril de 1865                                |
| 1880   |            | James A. Garfield      | Primeiro                       | Primeiro                        | Assassinado | Charles J. Guiteau                    | 19 de Setembro de 1881                             |
| 1900   |            | William McKinley       | Segundo                        | Segundo                         | Assassinado | Leon Czolgosz                         | 14 de Setembro de 1901                             |
| 1920   |            | Warren G. Harding      | Primeiro                       | Primeiro                        | Causas não esclarecidas (acredita-se que foi ataque cardíaco) | —                                     | 02 de Agosto de 1923                               |
| 1940   |            | Franklin D. Roosevelt  | Terceiro                       | Quarto                          | Hemorragia cerebral | —                                     | 12 de Abril de 1945                                |
| 1960   |            | John F. Kennedy        | Primeiro                       | Primeiro                        | Assassinado | Lee Harvey Oswald                     | 22 de Novembro de 1963                             |
| 1980   |            | Ronald Reagan          | Primeiro                       | Primeiro (sobreviveu)           | Causas naturais (saiu vivo da Casa Branca) | John Hinckley Jr. (Reagan Sobreviveu) | 05 de Junho de 2004 (não morreu durante o mandato) |
| 2000   |            | George W. Bush         | Primeiro                       | Primeiro e Segundo (sobreviveu) | Saiu vivo da Casa Branca; sofreu atentado a granada na Geórgia em 2005, engasgo com pretzel em 2002, disparos diante da Casa Branca em 2001 e tentativa de agressão física por parte do jornalista Muntadhar al-Zaidi em 2008 | Vladimir Arutyunian (Bush sobreviveu) | vivo (não morreu durante o mandato)                |
| 2020   |            | Joe Biden              | Primeiro                       | Primeiro (sobreviveu)           | — | —                                     | vivo (não morreu durante o mandato)                |

Além dos 7 incluídos na suposta maldição, só mais um presidente dos EUA morreu durante o mandato: Zachary Taylor (1849-1850).
Para alguns, o porque da maldição falhar nos últimos três anos de sua linha (1980, 2000 e 2020) é de que ao cumprir dois mandatos e sair vivo da presidência, Reagan conseguiu "quebrar" a tal "maldição".